# '87未来の東北博覧会
'87未来の東北博覧会（'87 みらいのとうほくはくらんかい、略称：東北博）は、1987年（昭和62年）7月18日から9月28日までの73日間にかけて宮城県仙台市港地区（仙台港）で開催された地方博覧会。同年のNHK大河ドラマ「独眼竜政宗」による政宗ブーム、および、バブル景気の後押しにより、予想を上回る成功を収めた。

## 概要
- テーマ - 東北新時代の夜明け・日本のふるさと新発見
- シンボルマーク - 青い丸に東北地方の形状を6本の白い線で描き21世紀へ向け飛躍する東北のイメージとした。
- 会場：仙台市港地区（主会場36ha・駐車場46ha）
- 会期 - 1987年7月18日 - 9月28日
- 営業時間 - 平日：9:30 - 18：00・休日ほか夜間営業日9:30 - 21:00
- 来場者：2,968,723人（目標200万人）
- 主催；宮城県、仙台市、仙台商工会議所、河北新報社
- 協力：青森県、岩手県、秋田県、山形県、福島県、新潟県、東北経済連合会他
- マスコット - コケット君 （こけしを宇宙少年として擬人化。デザインは岩淵忠昭。愛称は一般公募されたもので「こけし」と「ロケット」を組み合わせたもの）
- テーマソング - 「まばゆい気分で」/ 歌:さとう宗幸（作詞:伊藤輝雄 作曲:さとう宗幸 編曲:榊原光裕）
- 主な役員
  - 名誉総裁：三笠宮崇仁親王
  - 総裁：山本壮一郎（宮城県知事）
  - 副総裁：石井亨（仙台市長）、氏家榮一（仙台商工会議所会頭、1985年8月まで伊澤平勝）、一力一夫（河北新報社会長）
  - 実行委員長：京極昭（河北新報社開発局長、1986年3月までは植村久米之輔）

## 沿革
- 1980年（昭和55年）12月：宮城県議会の一般質問にて東北新幹線開業記念のイベント開催が提案され、その後先進地視察などで検討。
- 1984年（昭和59年）
  - 2月：山本壮一郎宮城県知事が博覧会開催の意向を公表。
  - 12月：基本構想を決定。
- 1985年（昭和60年）
  - 1月16日：仙台市内のホテルにおいて主催4団体のトップ会談により、博覧会の骨組みを審議・決定し、準備委員会が結成される。
  - 4月1日：未来の東北博覧会協会、未来の東北博覧会協会事務局が発足。協会事務局は河北新報社内に置かれることとなった。同日、第1回役員会開催。名誉総裁三笠宮崇仁親王、総裁宮城県知事山本壮一郎、副総裁仙台市長石井亨、などの就任が話し合われた。
  - 9月、入場者の動員目標を200万人とする基本計画策定。
  - 12月2日、第2回役員会開催。第1次実行予算を総額30億円と決定。主催4団体の分担金は宮城県2億円、仙台市1億円、河北新報社7千万円、仙台商工会議所3千万円。
- 1986年（昭和61年）
  - 4月：事務局に出展課が設置され、出展交渉の本格化が始まる。
  - 4月26日：前売券の販売開始。
  - 9月：東北電力と日立グループが出展を決定。これを機に企業の出展決定が相次ぐこととなる。
  - 11月15日：第1回前売券抽選会を開催、テーマソングの作曲を担当したさとう宗幸がゲストとして招かれた。
- 1987年（昭和62年）
  - 1月：「水の広場」の建設を皮切りに会場建設着工。
  - 3月14日：河北新報朝刊で協会コンパニオン募集開始。同年4月10日の締め切りまでに130人の定員に対して1073人の応募があった。
  - 3月：郵政館の起工式を皮切りにパビリオン建設開始。
  - 4月：集合館のすべての出展企業が出揃う。
  - 6月：報道関係者への現地説明会開催。
  - 7月1日：第2回前売券抽選会を開催、ゲストは早見優。
  - 7月9日：第6回役員会にて前売り入場券の販売状況を報告、目標の100万枚を大幅に上回る好調な売れ行きとの報告があった（最終集計では145万枚）。
  - 　7月17日：東北7県知事・東北選出国会議員・出展代表ら招待客1300人による内覧会や懇親会、キリンホールでの一般招待客3000人を加えての前夜祭を実施。
  - 7月18日：開会式、三笠宮夫妻や主催者代表・東北7県代表など17名の代表と2001年に新成人となる仙台市内の小学1年の男女各1名がテープカット。
  - 8月16日：来場者数100万人突破。
  - 9月13日：目標来場者数200万人を達成。
  - 9月20日：来場者250万人達成。
  - 9月23日：1日での最大入場者数121,435人を記録。
  - 9月28日：閉会式、18時から山本宮城県知事ら博覧会役員5名による中央ゲートでのテープ結び式、18時半からキリンホールに移りコンパニオン行進・県知事と河北新報社社長挨拶、出展企業への表彰状・ミス東北博への感謝状授与、国旗・博覧会旗・東北7県旗降納、コンパニオンから役員への花の授与を実施。その後水の広場で慰労パーティを実施。
  - 10月4日：出展物搬出終了、その後パビリオン撤去・敷地原状回復工事に移行。
  - 10月10日：海中噴水用の送水管の撤去工事を終了、海域閉鎖を解除。

## パビリオン
パビリオン数は協会のテーマ館3、単独館16、共同館10、集合館4の合計33館。これは、神戸ポートピア'81の27館を上回るものであった。
以下にパビリオンを列挙する。紹介順はパビリオン番号順である。

### テーマ館
東北未来館
- 出展者 : 未来の東北博覧会協会
- テーマ : 21世紀の東北へ未来ロボットが案内
- 東北に住む太郎一家の留守を守る4体のロボットを中心に、宇宙基地に赴いた太郎と父やフィジー旅行中の祖父母とともに東北の50年後の暮らしをマジックビジョンによる映像等を交えて紹介する。

ふるさと東北館
- 出展者 : 未来の東北博覧会協会、東北6県、新潟県
- テーマ : 自然、人間、祭りの宝庫。日本のふるさと新発見
- 東北の「自然」「文化」「伝統」を紹介。10メートル四方の大スクリーンに18台のスライドプロジェクターを使用したマルチイメージシステムによる映像ホールでは、「祭り―東北のこころ―」と題した映像を上映。

みやぎ館
- 出展者 : 宮城県、宮城県内全市町村
- テーマ : 見つけよう、君たちの明日を
- 宮城県内74市町村の紹介。開催期間73日間中、仙台市を除く73市町村の「市町村デー」が催された。

### 単独館
三菱宇宙館
- 出展者 : 三菱「未来の東北博覧会」実行委員会
- テーマ : 広がる夢―ふるさと新世紀
- 小尾信彌監修による支倉常長のサン・ファン・バウティスタ号を模した恒星間宇宙帆船の冒険を軸に当時における最新の宇宙科学技術を20分の映像で紹介する「宇宙大航海時代」の映像展示や、日本初公開のH-IIロケットやスーパーバード通信衛星などを模型を中心に紹介するコーナー「宇宙を目指して」を展開。

日本たばこ館「アフィニス」
- 出展者 : 日本たばこ産業東北支社
- テーマ : ここは、心にマイルドな風そよぐ ふれあいオアシス
- 鑑賞用植物である花たばこ「アフィニス」の展示と塩にまつわる展示。会場限定パッケージたばこの販売。

ハイビジョンシアターの松下館
- 出展者 : 松下電器産業
- テーマ : 未来が見える遊メディア
- スペインの風土、文化を紹介する映像「スペイン光の大地」を180インチハイビジョンで放映。そのほか、3D立体映像体験やMSX2を43インチテレビで体験するコーナーなど。

NTTスペースシアター
- 出展者 : NTT東北総支社
- テーマ : 未来を考える人間企業
- 地球に紛れ込んだ宇宙人と出会った少年が、UFO軍団との戦いなどを通じて友情を深めていく物語のシアター上映と、入場者のボタン操作によりストーリーが変化するズッコケ三人組をメインにしたアニメーションの上映。オリジナルテレホンカードの製作と販売。

東北電力館
- 出展者 : 東北電力
- テーマ : 電気・21世紀を豊かにする友達
- 天井・壁をすべて鏡張りとした万華鏡ホール。立体映像シアターでの映像上演。

日立グループ館
- 出展者 : 日立グループ
- テーマ : Interface 人と技術のハーモニー 進んだ技術は人にやさしい
- スクラムビジョン、144台の29インチテレビとVDP（光ディスクプレーヤー）により「どうぶつたちの音楽会」を上映。

独眼竜政宗館
- 出展者 : NHKサービスセンター/NHK仙台放送局
- テーマ : 戦国時代にスリップ“スタジオ体験”
- 大河ドラマ「独眼竜政宗」のセットの再現やドラマでの場面再現展示。イベント会期中には渡辺謙や桜田淳子などのサイン会も催された。

立体CGシアター富士通パビリオン
- 出展者 : 富士通
- テーマ : CGで描く「宇宙と生命の営み」
- 3D立体映像で太陽系や原始生命体などを描く「ザ・ユニバース」を上映。当時では最先端の15MFLOPSの演算処理能力の超大型コンピュータを使用していた。

CO・OPいきいき館
- 出展者 : みやぎ生活協同組合
- テーマ : 食と健康
- 70インチリアプロジェクター3台による立体紙芝居風パッケージ映像「コータとミドリのおいしい大冒険」とライブ演出「CO・OPふれあいネットワーク」の上映。

住友館
- 出展者 : 住友グループ（未来の東北博住友館実行委員会）
- テーマ : エンジョイ・大自然 迷路オリエンテーリングランド
- 丸太材でつくられた巨大迷路をクイズが出題されるチェックポイントを巡りながら踏破するオリエンテーリングレクリエーション。

NEC C&Cパビリオン
- 出展者 : 日本電気
- テーマ : Man and C&C -いつでも どこでも だれとでも-
- つくば万博に出展された「C&Cシアター」のバージョンアップ版を出展。

三井グループ・東芝館
- 出展者 : 三井グループ、東芝
- テーマ : コミュニケーションスタジオ
- 観客参加の双方向型シアター「コミュニケーションスタジオ」を展示。映像の質問に客席のスイッチで応答すると、スクリーンの結果が変化していく。

日本アイ・ビー・エム館
- 出展者 : 日本アイ・ビー・エム
- テーマ : 東北新発見―科学の目で見るすばらしい東北
- 伊達政宗の生きた時代と、科学技術の進歩した現代との対比を通して未来の東北を探るサイエンスショーの上映。

TOHOKUガスパビリオン
- 出展者 : 日本ガス協会東北部会・仙台市ガス局
- テーマ : スーパーおもしろBOX 未来をひらくガスエネルギー
- 館内をガス冷房する「ガスエンジン」の展示と、LNGガスの紹介などガスへの理解を深める展示。

郵政館“ふれあいランド”
- 出展者 : 東北郵政局
- テーマ : ハイタッチ!21世紀
- 人とのふれあいを軸とした郵政事業の現在と未来に関する展示。来館者の書いたメッセージカードを風船につけて飛ばすショーや、絵はがきなどの販売、郵便貯金ATMなどの設置があった。

セゾン海像儀館
- 出展者 : 西武セゾングループ
- テーマ : 海と一緒に、海を大切に、生きたい
- 音響馴致システムにより餌付けされたマダイの稚魚5000匹が回遊する巨大水槽の展示。安藤忠雄の設計したパビリオン建造物は博覧会閉会後、唐十郎の芝居小屋として東京・浅草に移設された。

### 共同館
産学交流館
- 出展者 : 新日本製鐵、日本鋼管、川崎製鉄、住友金属、神戸製鋼所、東北金属工業、日揮、日本精工、セイコー電子工業、沖電気工業、東北電気工事、国際電気、スタンレー電気、オリンパス光学工業、ウルトラクリーンテクノロジー協賛グループ
- テーマ : 産学交流が生んだ先端技術
- 東北大学と民間企業による産学交流を素材ごとに紹介する展示。

バイオ館
- 出展者 : 宮城県、仙台市、雪印乳業、サッポロビール
- テーマ : 時代を拓くバイオテクノロジー
- 巨大サトウキビ「スイートソルガム」をはじめ、最先端のバイオ技術を紹介。

国際交流館
- 出展者 : 仙台コカ・コーラボトリング、カネサ藤原屋、コダック・ナガセ、日本航空、仙台育英学園、国際協力事業団、日本アマチュア無線連盟
- テーマ : 人類は一つ。東北から今世界へ大きく発信
- 野口英世、新渡戸稲造など東北出身の国際的偉人の紹介や世界各国の民族衣装やワインなどの展示。

ササニシキ館
- 出展者 : 宮城県内市町村農協、中央会・連合会、宮城県内農業土木関連企業・団体
- テーマ : 稲穂人形による“ササニシキ賛歌”
- ササニシキの稲穂をかたどった「稲穂人形」20体による人形劇。世界のコメやササニシキに関するクイズなどのパネル出展。

エンドー・氷山の館
- 出展者 : 未来の東北博覧会協会、エンドーチェーン
- テーマ : 世界初挑戦！真夏の北極体験
- 北極グリーンランドから2か月がかりで氷山を運び入れ展示。

森ときのこの館
- 出展者 : 森産業、明治製菓ほか種菌メーカー十数社、宮城県内の生産者・流通団体・原木関連団体、日本冬虫夏草の会、及川自動車、北日本ランバー、加藤徹、鬼首高原開発、山陽木材防腐、三菱農機、三菱地所、未来の東北博覧会協会、日本鋼管
- テーマ : ログハウスできのことコミュニケーション!
- 菌類やきのこに関する展示。冬虫夏草の標本や、生態、原図写真などの展示。

交通館
- 出展者 : 東北地方建設局、仙台市、JR東日本、日本道路公団、川崎重工業、ブリヂストン、東北佐川急便、宮城県、自動車販売店協会、日本自動車普及協会
- テーマ : リニアから未来カーまで新交通の大集結！
- 仙台都市圏のさまざまな交通機関を再現した大ジオラマや、道路の変遷、1/15スケールの動くリニアモーターカー模型の展示など。また、館外周囲を乗車可能なミニSLが走る。

おもちゃ館
- 出展者 : 日本レゴ、セガ・エンタープライゼス、ニッコー商事ほか
- テーマ : 「宇宙」―そしておもちゃの夢と創造
- 赤い光弾ジリオンに登場した光線銃を使う「ジリオン・ゲーム」他、レゴ・コーナーやラジコンカーによるカーレース・コンテストなどの催し。

東北伝統工芸・フジサキ館
- 出展者 : 藤崎
- テーマ : 東北の魅力再発見・匠の技と心と味
- 宮城伝統こけしや会津塗、南部鉄器などの東北各県の名産品の展示や製作実演。

水産・海洋館
- 出展者 : 運輸省第二港湾建設局塩釜港工事事務所、第二管区海上保安本部、パスコ、日本無線、古野電気、ヤマハ東北、芙蓉海洋開発、海洋土木、総合コンクリートブロック開発工業、鹿島建設、農林中央金庫、宮城県漁港協会、漁業経営安定対策宮城県本部、宮城県内各漁業団体、仙台水産、仙都魚類、日本港湾協会、宮城県、未来の東北博覧会協会
- テーマ : 拓かれる海
- 水中探査ロボットや有人潜水調査船「しんかい2000」の模型展示などを通じて海にまつわる先端技術やテクノロジーなどの紹介展示、未来の海「マリンファーム」計画に関する展示。

### 集合館
あすの産業館
- 出展者 : 厚木ナイロン工業、片倉工業、丸菱産業、東部アルビ、関西マルタカ、地域振興整備公団、積水化学工業、湯目屋家具百貨店、日本通運、ブラザー工業、大昭和製紙、十條製紙、吉田工業、宮城県宅地建物取引業協会、みやぎ工業会、日本酸素、富士写真フイルム、小西六写真工業、凸版印刷、東北通信建設、ザ・ミヤギ、東北開発、関西ペイント
- テーマ : 人間、自然回帰、企業成長
- 各社の新製品、新技術や最新情報などの展示。

国際バザール館
- 出展者 : 藤崎、ダックシティ丸光、カネサ藤原屋
- テーマ : 世界のグッズ新鮮到着
- 世界各国の物産品の展示即売。

全国観光物産館
- 出展者 : 東京都、京都府、栃木県、埼玉県、静岡県、富山県、岡山県、広島県、長崎県、大阪市、名古屋市、福岡市、キヨスク東日本
- テーマ : 全国各地の名物・特産が一堂に
- 日本全国の名産品・特産物の展示即売コーナー。

総合食品館
- 出展者 : 油井加賀、森永乳業、ふじや千舟、白松がモナカ本舗、寿三色最中本舗、宝洋水産、阿部蒲鉾店、仙台味噌醤油、ポッカコーポレーション、高橋食品工業、村上屋、元禄、伊藤ハム、豊屋食品工業、ニッカウヰスキー、鐘崎、菓匠三全、日清食品、カネカシーフーズ、中鉢屋、太子食品工業、プリマハム、白石物産商事、宮城県酒造組合、井ヶ田製茶
- テーマ : 東北の文化・新しい食生活への提案
- 宮城県の銘菓・名物を中心とした食品の展示即売。茶室なども設けられた。

### その他施設
大回廊（コロネード）
- 長さ282.545m、幅11.591mにもおよぶ日よけ・雨よけのための大回廊。高さ6.26mの天井からは80個の吹き流しやくす玉が取り付けられた。

キリンホール
- 施設提供:キリンビール、ソニー
- 開会式・閉会式をはじめとして、各種コンサート、イベントのメイン会場となった。縦50m×横30m、高さ11.3m、広さ1500平方メートルで客席数は5000席。屋内が1200席と屋外が1700席、移動席が2100席となっていた。ステージ上には縦3m×横9mの、ソニーのジャンボトロンが設置された。

会場大噴水
- 設計/施工:荏原製作所
- 海沿いの立地を生かした海上噴水。噴出される海水は高さ85m（20階建ビル相当）に達する。

### プレーランド
- ウォータージャンプ
- スクリューコースター
- 急流滑り
- ドラゴンコースター
- キャメルコースター
- 大観覧車
- フライングカーペット
- スーパーバイキング
- スーパースイング
- バルーンレース
- ファンハウス
- ニューエンタープライズ
- モンスター
- メリーゴーラウンド
- サイクルモノレール
- 弁慶号列車（周回列車）
- ゲームコーナー、ゴーカート等

### 海の催し物
海沿いの立地という特色を生かし、海上での催し物が多数実施された。
- 水上スキーショー（ピラミッドやベアーフットなどの技を披露）
- クルーザー帆走パレード
- カヌーレース
- 巡視船「おじか」、「つがる」の寄港
- 潜水調査船「しんかい2000」、支援母船「なつしま」の寄港、一般公開
- 帆船「シナーラ号」、「サンバード号」、「ビクトリーVI号」の寄港

### その他
- 会場内には「未来の公衆電話」と題して、通話中にテレビゲームができる公衆電話や、縦横10cm程度もある巨大なプッシュボタンの公衆電話など、一風変わった公衆電話が設置されていた。

## 交通について
バス路線
主にJR各駅から会場を結ぶシャトルバスが利用され、平日10分・休日5分間間隔で運行された。また電話予約制で宮城県の各地域から会場を直接結ぶバス「EXPOコケット号」が運行された。
- 仙台市交通局：仙台駅東口
- 宮城交通：多賀城駅・塩釜駅
- 宮城交通トラベル「コケット号」：気仙沼・築館・角田・志津川・鳴子・白石
- 東日本急行バス：盛岡

鉄道
仙台臨海鉄道仙台西港線に臨時駅「東北博覧会前駅」を設けアクセス列車を毎日運行、また7月18日-8月2日・9月12日-23日にはSL列車「SL東北100年号」が仙台駅から1日2往復で結んだ。
観光船
海沿いの特性を生かし、会場と塩竈、松島を結ぶ観光船の定期航路が設けられ、松島観光船共同運航会により松島発会場行き3便・会場発松島行き2便・会場発塩竈行き1便を運航。さらに仙台湾を観光船が1日6便周遊する特別航路も設けられた。

## 入場券
|        | 大人   | 高校生 | 小・中学生 | 幼児（3歳以上） |
| ------ | ------ | ------ | ---------- | --------------- |
| 当日券 | 2000円 | 1500円 | 1000円     | 500円           |
| 前売券 | 1600円 | 1200円 | 800円      | 400円           |
| 団体券 | 1700円 | 1300円 | 900円      | 400円           |
| 夜間券 | 1200円 | 900円  | 600円      | ―               |
| 2回券  | 3600円 | 2700円 | 1800円     | ―               |

## ライブコンサート・イベント
会期中、キリンホールにてコンサートやイベントが開かれた。
- さとう宗幸（7月17日、前夜祭にて東北博テーマソングを歌う）、渡辺謙、桜田淳子
- 中村雅俊（7月18日）
- C-C-B（7月19日）
- 荻野目洋子（7月25日）
- 門脇陸男、石川さゆり、大川栄策、段田男ほか（7月26日）…NHKラジオ「はつらつスタジオ505」

- 東北放送「ワイドYOU」、宮城テレビ「全国高等学校クイズ選手権」公開収録（7月29日）
- A-JARI、OKAYS、尾高千恵、阿Q（8月1日）
- 伊藤美紀（8月4日）
- オメガトライブ（8月7日）
- 石川秀美、森高千里、福崎文吾・加藤一二三・中井広恵（8月8日）
- 姫神（8月9日）
- NHK「おかあさんといっしょ」公開収録（8月10日）
- 日野美歌、葵司朗、三遊亭小遊三ほか「関東中部東北自治宝くじ抽選会」（8月12日）
- 竜童組（8月15日）
- 国生さゆり（8月16日）
- 大和田伸也・五大路子（8月22日）
- 三波春夫、吉幾三、神野美伽、さとう宗幸、川中美幸、門脇陸男ほか（8月22日）…NHKテレビ「NHK歌謡ステージ」
- NHK「第2回NHK東北民謡紅白歌合戦」公開収録、林家木久蔵（8月23日）
- 田谷力三（8月28日）
- 渡辺香津美、坂田明、向井滋春、本多俊之ほか「エキサイティングサウンドイン東北博」（8月29日）
- 爆風スランプ（8月30日）
- 明治大学マンドリン倶楽部（9月1日）
- ベニー・カーター（9月5日）
- 少年隊（9月6日）
- 門脇陸男（9月8日）
- 三枝成章&宮城フィルハーモニー管弦楽団（9月11日）
- 芳本美代子、西村知美（9月12日）
- 伊奈かっぺい、北島三郎（9月13日）
- 吉幾三、山本譲二（9月15日）
- 子供ばんど（9月19日）
- チェリッシュ（9月22日）
- 中山美穂（9月23日）
- 松竹歌劇団（9月25日、9月26日）
- 寺内タケシとブルージーンズ（9月27日)

## 開催後
閉会後の仮決算において約13億円の黒字を計上し、未来の東北博覧会記念国際交流基金などに拠出された。
博覧会閉会後の跡地利用として、テーマ館・単独館などのあった区画は夢メッセみやぎ（みやぎ産業交流センター）として利用されたほか、プレーランドのあった区画は仙台港中央公園へと復元された。
1997年7月19日から9月30日まで、未来の東北博覧会と同じ場所で「国際ゆめ交流博覧会」が開催されている。

## 仙台市で開催された博覧会
会期は、花見シーズン後から梅雨前まで、あるいは、梅雨明けから秋口までとなっている。
- 1876年（明治9年）、宮城博覧会（桜ヶ岡公園（現西公園））
- 1928年（昭和3年）4月15日〜6月3日 東北産業博覧会（旧制仙台二中、西公園、榴岡公園）
- 1933年（昭和8年） 満蒙軍事博覧会（西公園）
- 1935年（昭和10年） 全国菓子大博覧会（仙台市商工奨励館）
- 1940年（昭和15年） 興亜時局博覧会（西公園）

- 1950年（昭和25年）4月20日〜6月25日 東北こども博覧会（榴岡天満宮、仙台駅前広場南側）
- 1967年（昭和42年）4月14日〜6月12日 東北大博覧会（仙台駐屯地東側広場）
- 1987年（昭和62年）7月18日〜9月28日 '87未来の東北博覧会（仙台港）
- 1989年（平成元年）7月29日〜10月16日 '89グリーンフェアせんだい（泉区・七北田公園、青葉区・勾当台公園）全国都市緑化フェア参照。
- 1997年（平成9年）7月19日〜9月29日 国際ゆめ交流博覧会（宮城野区・仙台港）

## 参考資料
- 未来の東北博覧会協会 『'87未来の東北博覧会公式ガイドブック』1987年7月
- 未来の東北博覧会協会 『'87未来の東北博覧会公式記録』1988年1月